# Gaby Peters
Gaby Peters (* 1980 in Trier) ist eine deutsche Objekt- und Installationskünstlerin.

## Leben
Gaby Peters studierte an der Kunsthochschule Mainz und erhielt 2010 ihren Master of Fine Arts an der Glasgow School of Art. Seit diesem Jahr erhält sie eine Atelierförderung des Künstlerhauses Dortmund.

## Schaffen
Gaby Peters verfremdet bestehende oder erschafft neue Maschinen. Dabei erhalten die Maschinen eine andersartige Funktion, so werden Entsteiner zu Kerzenauszündern. Die Aufgabe der Maschine Fortuna XI4.3 ist das Zerkrümeln von Glückskeksen. Gemein ist diesen Arbeiten das Missverhältnis zwischen Aufwand und Nutzen, wodurch sie einen surrealen Charakter erhalten.

Im Jahr 2015 erhielt Gaby Peters den Kunstpreis Robert Schuman.

## Einzelausstellungen (Auswahl)
- still confused but on a higher level, Museum für Kunst und Kulturgeschichte Dortmund[2]
- Forgotten Funhouse, Kunstverein Paderborn, 2014[2][4]
- Strategien der geplanten Obsoleszenz, Künstler- und Atelierhaus der Stadt Duisburg[2]
- M2M, Städtische Galerie Kloster Karthaus, Konz[2]
- Warning. This is not a life-saving device., Kunstverein Unna, 2023[2][5]